# Llista de pobles de Lituània
Els pobles de Lituània (en lituà: miestelis) conserven el seu caràcter històric distintiu tot i que per a finalitats estadístiques es compten en conjunt amb els pobles. En el moment de realitzar el cens de 2001. hi havia 103 ciutats, 244 pobles i uns 21.000 llogarets a Lituània. Des de llavors, almenys, tres ciutats van perdre la seva condició i es van convertir en pobles (Juodupė, Kulautuva i Tyruliai). Segons la legislació lituana, un poble és un assentament compacte construït amb una població de 500-3000 i almenys la meitat de la població treballa en sectors econòmics diferents de l'agricultura. No obstant això, hi ha moltes excepcions, com moltes ciutats, pobles i llogarets que conserven els seus estats basats en la tradició històrica. Els pobles solen tenir una església i són capitals de seniūnija. Algunes ciutats tenen un escut d'armes.

## Pobles
| #   | Poble                    | Població (2001) | Rànquing de població | Comtat                | Municipi                           |
| --- | ------------------------ | --------------- | -------------------- | --------------------- | ---------------------------------- |
| 1   | Adutiškis                | 778             | 82                   | Comtat de Vílnius     | Districte municipal de Švenčionys  |
| 2   | Akademija (Kaunas)       | 4.213           | 1                    | Comtat de Kaunas      | Districte municipal de Kaunas      |
| 3   | Akademija (Kėdainiai)    | 873             | 71                   | Comtat de Kaunas      | Districte municipal de Kėdainiai   |
| 4   | Alanta                   | 464             | 157                  | Comtat d'Utena        | Districte municipal de Molėtai     |
| 5   | Alizava                  | 450             | 159                  | Comtat de Panevėžys   | Districte municipal de Kupiškis    |
| 6   | Alsėdžiai                | 956             | 57                   | Comtat de Telšiai     | Districte municipal de Plungė      |
| 7   | Andrioniškis             | 278             | 203                  | Comtat d'Utena        | Districte municipal d'Anykščiai    |
| 8   | Antalieptė               | 359             | 182                  | Comtat d'Utena        | Districte municipal de Zarasai     |
| 9   | Antašava                 | 247             | 214                  | Comtat de Panevėžys   | Districte municipal de Kupiškis    |
| 10  | Aukštadvaris             | 1.031           | 41                   | Comtat de Vílnius     | Districte municipal de Trakai      |
| 11  | Babtai                   | 1.715           | 15                   | Comtat de Kaunas      | Districte municipal de Kaunas      |
| 12  | Bagaslaviškis            | 185             | 232                  | Comtat de Vílnius     | Districte municipal de Širvintos   |
| 13  | Baisogala                | 2.548           | 3                    | Comtat de Šiauliai    | Districte municipal de Radviliškis |
| 14  | Balbieriškis             | 1.180           | 32                   | Comtat de Kaunas      | Districte municipal de Prienai     |
| 15  | Balninkai                | 470             | 154                  | Comtat d'Utena        | Districte municipal de Molėtai     |
| 16  | Barstyčiai               | 659             | 108                  | Comtat de Klaipėda    | Districte municipal de Skuodas     |
| 17  | Bartninkai               | 495             | 145                  | Comtat de Marijampolė | Districte municipal de Vilkaviškis |
| 18  | Barzdai                  | 472             | 152                  | Comtat de Marijampolė | Districte municipal de Šakiai      |
| 19  | Batakiai                 | 261             | 208                  | Comtat de Tauragė     | Districte municipal de Tauragė     |
| 20  | Bazilionai               | 475             | 150                  | Comtat de Šiauliai    | Districte municipal de Šiauliai    |
| 21  | Betygala                 | 559             | 129                  | Comtat de Kaunas      | Districte municipal de Raseiniai   |
| 22  | Bezdonys                 | 857             | 73                   | Comtat de Vílnius     | Districte municipal de Vílnius     |
| 23  | Butrimonys               | 1.126           | 35                   | Comtat d'Alytus       | Districte municipal d'Alytus       |
| 24  | Čedasai                  | 239             | 218                  | Comtat de Panevėžys   | Districte municipal de Rokiškis    |
| 25  | Čekiškė                  | 734             | 90                   | Comtat de Kaunas      | Districte municipal de Kaunas      |
| 26  | Darbėnai                 | 1.598           | 20                   | Comtat de Klaipėda    | Districte municipal de Kretinga    |
| 27  | Daugailiai               | 351             | 183                  | Comtat d'Utena        | Districte municipal d'Utena        |
| 28  | Daujėnai                 | 479             | 149                  | Comtat de Panevėžys   | Districte municipal de Pasvalys    |
| 29  | Daukšiai                 | 310             | 192                  | Comtat de Marijampolė | Municipi de Marijampolė            |
| 30  | Debeikiai                | 452             | 158                  | Comtat d'Utena        | Districte municipal d'Anykščiai    |
| 31  | Deltuva                  | 503             | 143                  | Comtat de Vílnius     | Districte municipal d'Ukmergė      |
| 32  | Dieveniškės              | 916             | 62                   | Comtat de Vílnius     | Districte municipal de Šalčininkai |
| 33  | Dotnuva                  | 775             | 85                   | Comtat de Kaunas      | Districte municipal de Kėdainiai   |
| 34  | Dovilai                  | 1.231           | 29                   | Comtat de Klaipėda    | Districte municipal de Klaipėda    |
| 35  | Dubingiai                | 239             | 219                  | Comtat d'Utena        | Districte municipal de Molėtai     |
| 36  | Duokiškis                | 248             | 211                  | Comtat de Panevėžys   | Districte municipal de Rokiškis    |
| 37  | Eigirdžiai               | 746             | 88                   | Comtat de Telšiai     | Districte municipal de Telšiai     |
| 38  | Endriejavas              | 718             | 94                   | Comtat de Klaipėda    | Districte municipal de Klaipėda    |
| 39  | Eržvilkas                | 518             | 139                  | Comtat de Tauragė     | Districte municipal de Jurbarkas   |
| 40  | Gadūnavas                | 122             | 240                  | Comtat de Telšiai     | Districte municipal de Telšiai     |
| 41  | Gardamas                 | 437             | 163                  | Comtat de Klaipėda    | Districte municipal de Šilutė      |
| 42  | Gaurė                    | 468             | 155                  | Comtat de Tauragė     | Districte municipal de Tauragė     |
| 43  | Geležiai                 | 386             | 174                  | Comtat de Panevėžys   | Districte municipal de Panevėžys   |
| 44  | Gelvonai                 | 380             | 176                  | Comtat de Vílnius     | Districte municipal de Širvintos   |
| 45  | Giedraičiai              | 778             | 83                   | Comtat d'Utena        | Districte municipal de Molėtai     |
| 46  | Girkalnis                | 997             | 49                   | Comtat de Kaunas      | Districte municipal de Raseiniai   |
| 47  | Gražiškiai               | 401             | 167                  | Comtat de Marijampolė | Districte municipal de Vilkaviškis |
| 48  | Grinkiškis               | 900             | 65                   | Comtat de Šiauliai    | Districte municipal de Radviliškis |
| 49  | Griškabūdis              | 1.024           | 43                   | Comtat de Marijampolė | Districte municipal de Šakiai      |
| 50  | Gruzdžiai                | 1.747           | 12                   | Comtat de Šiauliai    | Districte municipal de Šiauliai    |
| 51  | Gudeliai                 | 447             | 160                  | Comtat de Marijampolė | Municipi de Marijampolė            |
| 52  | Gudžiūnai                | 656             | 110                  | Comtat de Kaunas      | Districte municipal de Kėdainiai   |
| 53  | Igliškėliai              | 334             | 185                  | Comtat de Marijampolė | Municipi de Marijampolė            |
| 54  | Janapolė                 | 465             | 156                  | Comtat de Telšiai     | Districte municipal de Telšiai     |
| 55  | Jašiūnai                 | 1.879           | 9                    | Comtat de Vílnius     | Districte municipal de Šalčininkai |
| 56  | Joniškis, Utena          | 325             | 187                  | Comtat d'Utena        | Districte municipal de Molėtai     |
| 57  | Josvainiai               | 1.545           | 22                   | Comtat de Kaunas      | Districte municipal de Kėdainiai   |
| 58  | Judrėnai                 | 531             | 132                  | Comtat de Klaipėda    | Districte municipal de Klaipėda    |
| 59  | Jūžintai                 | 491             | 146                  | Comtat de Panevėžys   | Districte municipal de Rokiškis    |
| 60  | Kačerginė                | 715             | 97                   | Comtat de Kaunas      | Districte municipal de Kaunas      |
| 61  | Kairiai                  | 1.158           | 34                   | Comtat de Šiauliai    | Districte municipal de Šiauliai    |
| 62  | Kaltanėnai               | 282             | 202                  | Comtat de Vílnius     | Districte municipal de Švenčionys  |
| 63  | Kaltinėnai               | 835             | 74                   | Comtat de Tauragė     | Districte municipal de Šilalė      |
| 64  | Kamajai                  | 681             | 101                  | Comtat de Panevėžys   | Districte municipal de Rokiškis    |
| 65  | Kapčiamiestis            | 691             | 99                   | Comtat d'Alytus       | Districte municipal de Lazdijai    |
| 66  | Karklėnai                | 401             | 168                  | Comtat de Šiauliai    | Districte municipal de Kelmė       |
| 67  | Karmėlava                | 2.886           | 2                    | Comtat de Kaunas      | Districte municipal de Kaunas      |
| 68  | Kartena                  | 1.022           | 44                   | Comtat de Klaipėda    | Districte municipal de Kretinga    |
| 69  | Katyčiai                 | 737             | 89                   | Comtat de Klaipėda    | Districte municipal de Šilutė      |
| 70  | Kernavė                  | 307             | 194                  | Comtat de Vílnius     | Districte municipal de Širvintos   |
| 71  | Keturvalakiai            | 134             | 237                  | Comtat de Marijampolė | Districte municipal de Vilkaviškis |
| 72  | Kintai                   | 833             | 75                   | Comtat de Klaipėda    | Districte municipal de Šilutė      |
| 73  | Klovainiai               | 980             | 52                   | Comtat de Šiauliai    | Districte municipal de Pakruojis   |
| 74  | Krakės                   | 991             | 51                   | Comtat de Kaunas      | Districte municipal de Kėdainiai   |
| 75  | Kražiai                  | 784             | 80                   | Comtat de Šiauliai    | Districte municipal de Kelmė       |
| 76  | Krekenava                | 2.003           | 6                    | Comtat de Panevėžys   | Districte municipal de Panevėžys   |
| 77  | Kretingalė               | 977             | 53                   | Comtat de Klaipėda    | Districte municipal de Klaipėda    |
| 78  | Krikliniai               | 290             | 199                  | Comtat de Panevėžys   | Districte municipal de Pasvalys    |
| 79  | Krinčinas                | 527             | 134                  | Comtat de Panevėžys   | Districte municipal de Pasvalys    |
| 80  | Kriukai                  | 602             | 118                  | Comtat de Šiauliai    | Districte municipal de Joniškis    |
| 81  | Kriūkai                  | 371             | 179                  | Comtat de Marijampolė | Districte municipal de Šakiai      |
| 82  | Krokialaukis             | 239             | 220                  | Comtat d'Alytus       | Districte municipal d'Alytus       |
| 83  | Krosna                   | 401             | 169                  | Comtat d'Alytus       | Districte municipal de Lazdijai    |
| 84  | Kruonis                  | 726             | 92                   | Comtat de Kaunas      | Districte municipal de Kaišiadorys |
| 85  | Kruopiai                 | 614             | 114                  | Comtat de Šiauliai    | Districte municipal d'Akmenė       |
| 86  | Kuktiškės                | 485             | 147                  | Comtat d'Utena        | Districte municipal d'Utena        |
| 87  | Kuliai                   | 704             | 98                   | Comtat de Telšiai     | Districte municipal de Plungė      |
| 88  | Kupreliškis              | 248             | 212                  | Comtat de Panevėžys   | Districte municipal de Biržai      |
| 89  | Kurkliai                 | 474             | 151                  | Comtat d'Utena        | Districte municipal d'Anykščiai    |
| 90  | Kurtuvėnai               | 326             | 186                  | Comtat de Šiauliai    | Districte municipal de Šiauliai    |
| 91  | Kužiai                   | 1.420           | 26                   | Comtat de Šiauliai    | Districte municipal de Šiauliai    |
| 92  | Kvėdarna                 | 1.934           | 7                    | Comtat de Tauragė     | Districte municipal de Šilalė      |
| 93  | Labanoras                | 75              | 244                  | Comtat de Vílnius     | Districte municipal de Švenčionys  |
| 94  | Laižuva                  | 560             | 128                  | Comtat de Telšiai     | Districte municipal de Mažeikiai   |
| 95  | Lapės                    | 1.038           | 40                   | Comtat de Kaunas      | Districte municipal de Kaunas      |
| 96  | Lauko Soda               | 177             | 233                  | Comtat de Telšiai     | Districte municipal de Telšiai     |
| 97  | Laukuva                  | 998             | 47                   | Comtat de Tauragė     | Districte municipal de Šilalė      |
| 98  | Leckava                  | 235             | 222                  | Comtat de Telšiai     | Districte municipal de Mažeikiai   |
| 99  | Leipalingis              | 1.736           | 13                   | Comtat d'Alytus       | Municipi de Druskininkai           |
| 100 | Lekėčiai                 | 1.040           | 39                   | Comtat de Marijampolė | Districte municipal de Šakiai      |
| 101 | Leliūnai                 | 483             | 148                  | Comtat d'Utena        | Districte municipal d'Utena        |
| 102 | Lenkimai                 | 779             | 81                   | Comtat de Klaipėda    | Districte municipal de Skuodas     |
| 103 | Lioliai                  | 544             | 130                  | Comtat de Šiauliai    | Districte municipal de Kelmė       |
| 104 | Liudvinavas              | 1.055           | 37                   | Comtat de Marijampolė | Municipi de Marijampolė            |
| 105 | Lukšiai                  | 1.651           | 16                   | Comtat de Marijampolė | Districte municipal de Šakiai      |
| 106 | Luokė                    | 777             | 84                   | Comtat de Telšiai     | Districte municipal de Telšiai     |
| 107 | Lyduokiai                | 169             | 234                  | Comtat de Vílnius     | Districte municipal d'Ukmergė      |
| 108 | Lyduvėnai                | 125             | 238                  | Comtat de Kaunas      | Districte municipal de Raseiniai   |
| 109 | Lygumai                  | 664             | 105                  | Comtat de Šiauliai    | Districte municipal de Pakruojis   |
| 110 | Maišiagala               | 1.634           | 18                   | Comtat de Vílnius     | Districte municipal de Vílnius     |
| 111 | Merkinė                  | 1.434           | 25                   | Comtat d'Alytus       | Districte municipal de Varėna      |
| 112 | Meškuičiai               | 1.218           | 30                   | Comtat de Šiauliai    | Districte municipal de Šiauliai    |
| 113 | Mickūnai                 | 1.415           | 27                   | Comtat de Vílnius     | Districte municipal de Vílnius     |
| 114 | Mielagėnai               | 286             | 201                  | Comtat d'Utena        | Districte municipal d'Ignalina     |
| 115 | Miežiškiai               | 716             | 95                   | Comtat de Panevėžys   | Districte municipal de Panevėžys   |
| 116 | Mosėdis                  | 1.379           | 28                   | Comtat de Klaipėda    | Districte municipal de Skuodas     |
| 117 | Musninkai                | 472             | 153                  | Comtat de Vílnius     | Districte municipal de Širvintos   |
| 118 | Naujamiestis (Panevėžys) | 832             | 76                   | Comtat de Panevėžys   | Districte municipal de Panevėžys   |
| 119 | Nemakščiai               | 905             | 64                   | Comtat de Kaunas      | Districte municipal de Raseiniai   |
| 120 | Nemunaitis               | 218             | 228                  | Comtat d'Alytus       | Districte municipal d'Alytus       |
| 121 | Nemunėlio Radviliškis    | 729             | 91                   | Comtat de Panevėžys   | Districte municipal de Biržai      |
| 122 | Nerimdaičiai             | 349             | 184                  | Comtat de Telšiai     | Districte municipal de Telšiai     |
| 123 | Nevarėnai                | 659             | 109                  | Comtat de Telšiai     | Districte municipal de Telšiai     |
| 124 | Onuškis                  | 584             | 123                  | Comtat de Vílnius     | Districte municipal de Trakai      |
| 125 | Pabaiskas                | 249             | 210                  | Comtat de Vílnius     | Districte municipal d'Ukmergė      |
| 126 | Pabiržė                  | 364             | 181                  | Comtat de Panevėžys   | Districte municipal de Biržai      |
| 127 | Pagiriai                 | 523             | 137                  | Comtat de Kaunas      | Districte municipal de Kėdainiai   |
| 128 | Pagramantis              | 569             | 126                  | Comtat de Tauragė     | Districte municipal de Tauragė     |
| 129 | Pajūris                  | 872             | 72                   | Comtat de Tauragė     | Districte municipal de Šilalė      |
| 130 | Pakuonis                 | 680             | 102                  | Comtat de Kaunas      | Districte municipal de Prienai     |
| 131 | Palėvenė                 | 89              | 243                  | Comtat de Panevėžys   | Districte municipal de Kupiškis    |
| 132 | Palonai                  | 441             | 161                  | Comtat de Šiauliai    | Districte municipal de Radviliškis |
| 133 | Panemunėlis              | 287             | 200                  | Comtat de Panevėžys   | Districte municipal de Rokiškis    |
| 134 | Panemunis                | 308             | 193                  | Comtat de Panevėžys   | Districte municipal de Rokiškis    |
| 135 | Panoteriai               | 399             | 170                  | Comtat de Kaunas      | Districte municipal de Jonava      |
| 136 | Papilė                   | 1.449           | 24                   | Comtat de Šiauliai    | Districte municipal d'Akmenė       |
| 137 | Papilys                  | 312             | 191                  | Comtat de Panevėžys   | Districte municipal de Biržai      |
| 138 | Pašilė                   | 224             | 227                  | Comtat de Šiauliai    | Districte municipal de Kelmė       |
| 139 | Pašušvys                 | 395             | 172                  | Comtat de Šiauliai    | Districte municipal de Radviliškis |
| 140 | Pašvitinys               | 440             | 162                  | Comtat de Šiauliai    | Districte municipal de Pakruojis   |
| 141 | Pavandenė                | 323             | 188                  | Comtat de Telšiai     | Districte municipal de Telšiai     |
| 142 | Pernarava                | 299             | 196                  | Comtat de Kaunas      | Districte municipal de Kėdainiai   |
| 143 | Pikeliai                 | 520             | 138                  | Comtat de Telšiai     | Districte municipal de Mažeikiai   |
| 144 | Pilviškiai               | 1.493           | 23                   | Comtat de Marijampolė | Districte municipal de Vilkaviškis |
| 145 | Plateliai                | 1.021           | 45                   | Comtat de Telšiai     | Districte municipal de Plungė      |
| 146 | Plikiai                  | 607             | 117                  | Comtat de Klaipėda    | Districte municipal de Klaipėda    |
| 147 | Pociūnėliai              | 535             | 131                  | Comtat de Šiauliai    | Districte municipal de Radviliškis |
| 148 | Pumpėnai                 | 952             | 58                   | Comtat de Panevėžys   | Districte municipal de Pasvalys    |
| 149 | Pušalotas                | 885             | 67                   | Comtat de Panevėžys   | Districte municipal de Pasvalys    |
| 150 | Raguva                   | 610             | 115                  | Comtat de Panevėžys   | Districte municipal de Panevėžys   |
| 151 | Raudonė                  | 716             | 96                   | Comtat de Tauragė     | Districte municipal de Jurbarkas   |
| 152 | Rimšė                    | 274             | 204                  | Comtat d'Utena        | Districte municipal d'Ignalina     |
| 153 | Rozalimas                | 928             | 61                   | Comtat de Šiauliai    | Districte municipal de Pakruojis   |
| 154 | Rudamina                 | 296             | 198                  | Comtat d'Alytus       | Districte municipal de Lazdijai    |
| 155 | Rukla                    | 2.374           | 4                    | Comtat de Kaunas      | Districte municipal de Jonava      |
| 156 | Rumšiškės                | 1.833           | 10                   | Comtat de Kaunas      | Districte municipal de Kaišiadorys |
| 157 | Rusnė                    | 1.642           | 17                   | Comtat de Klaipėda    | Districte municipal de Šilutė      |
| 158 | Šakyna                   | 425             | 164                  | Comtat de Šiauliai    | Districte municipal de Šiauliai    |
| 159 | Salamiestis              | 300             | 195                  | Comtat de Panevėžys   | Districte municipal de Kupiškis    |
| 160 | Saldutiškis              | 389             | 173                  | Comtat d'Utena        | Districte municipal d'Utena        |
| 161 | Saločiai                 | 913             | 63                   | Comtat de Panevėžys   | Districte municipal de Pasvalys    |
| 162 | Salos                    | 228             | 225                  | Comtat de Panevėžys   | Districte municipal de Rokiškis    |
| 163 | Sasnava                  | 670             | 104                  | Comtat de Marijampolė | Municipi de Marijampolė            |
| 164 | Šaukėnai                 | 721             | 93                   | Comtat de Šiauliai    | Districte municipal de Kelmė       |
| 165 | Šaukotas                 | 583             | 124                  | Comtat de Šiauliai    | Districte municipal de Radviliškis |
| 166 | Seirijai                 | 933             | 60                   | Comtat d'Alytus       | Districte municipal de Lazdijai    |
| 167 | Semeliškės               | 660             | 107                  | Comtat de Vílnius     | Municipi d'Elektrėnai              |
| 168 | Senasis Subačius         | 194             | 230                  | Comtat de Panevėžys   | Districte municipal de Kupiškis    |
| 169 | Seredžius                | 749             | 87                   | Comtat de Tauragė     | Districte municipal de Jurbarkas   |
| 170 | Šeštokai                 | 755             | 86                   | Comtat d'Alytus       | Districte municipal de Lazdijai    |
| 171 | Šešuoliai                | 189             | 231                  | Comtat de Vílnius     | Districte municipal d'Ukmergė      |
| 172 | Šėta                     | 1.025           | 42                   | Comtat de Kaunas      | Districte municipal de Kėdainiai   |
| 173 | Šiaulėnai                | 890             | 66                   | Comtat de Šiauliai    | Districte municipal de Radviliškis |
| 174 | Sidabravas               | 610             | 116                  | Comtat de Šiauliai    | Districte municipal de Radviliškis |
| 175 | Siesikai                 | 601             | 120                  | Comtat de Vílnius     | Districte municipal d'Ukmergė      |
| 176 | Šilai                    | 298             | 197                  | Comtat de Panevėžys   | Districte municipal de Panevėžys   |
| 177 | Šiluva                   | 800             | 78                   | Comtat de Kaunas      | Districte municipal de Raseiniai   |
| 178 | Šimkaičiai               | 265             | 207                  | Comtat de Tauragė     | Districte municipal de Jurbarkas   |
| 179 | Šimonys                  | 505             | 141                  | Comtat de Panevėžys   | Districte municipal de Kupiškis    |
| 180 | Sintautai                | 586             | 122                  | Comtat de Marijampolė | Districte municipal de Šakiai      |
| 181 | Skaistgirys              | 964             | 54                   | Comtat de Šiauliai    | Districte municipal de Joniškis    |
| 182 | Skapiškis                | 496             | 144                  | Comtat de Panevėžys   | Districte municipal de Kupiškis    |
| 183 | Skiemonys                | 92              | 242                  | Comtat d'Utena        | Districte municipal d'Anykščiai    |
| 184 | Smilgiai                 | 652             | 111                  | Comtat de Panevėžys   | Districte municipal de Panevėžys   |
| 185 | Stakiai                  | 241             | 217                  | Comtat de Tauragė     | Districte municipal de Jurbarkas   |
| 186 | Sudeikiai                | 407             | 166                  | Comtat d'Utena        | Districte municipal d'Utena        |
| 187 | Šumskas                  | 998             | 48                   | Comtat de Vílnius     | Districte municipal de Vílnius     |
| 188 | Šunskai                  | 524             | 135                  | Comtat de Marijampolė | Municipi de Marijampolė            |
| 189 | Surdegis                 | 244             | 216                  | Comtat d'Utena        | Districte municipal d'Anykščiai    |
| 190 | Surviliškis              | 376             | 178                  | Comtat de Kaunas      | Districte municipal de Kėdainiai   |
| 191 | Suvainiškis              | 245             | 215                  | Comtat de Panevėžys   | Districte municipal de Rokiškis    |
| 192 | Svėdasai                 | 1.002           | 46                   | Comtat d'Utena        | Districte municipal d'Anykščiai    |
| 193 | Švėkšna                  | 2.053           | 5                    | Comtat de Klaipėda    | Districte municipal de Šilutė      |
| 194 | Šventežeris              | 274             | 205                  | Comtat d'Alytus       | Districte municipal de Lazdijai    |
| 195 | Taujėnai                 | 322             | 189                  | Comtat de Vílnius     | Districte municipal d'Ukmergė      |
| 196 | Tauragnai                | 602             | 119                  | Comtat d'Utena        | Districte municipal d'Utena        |
| 197 | Teneniai                 | 369             | 180                  | Comtat de Tauragė     | Districte municipal de Šilalė      |
| 198 | Tirkšliai                | 1.626           | 19                   | Comtat de Telšiai     | Districte municipal de Mažeikiai   |
| 199 | Traupis                  | 229             | 224                  | Comtat d'Utena        | Districte municipal d'Anykščiai    |
| 200 | Truskava                 | 137             | 236                  | Comtat de Kaunas      | Districte municipal de Kėdainiai   |
| 201 | Tryškiai                 | 1.555           | 21                   | Comtat de Telšiai     | Districte municipal de Telšiai     |
| 202 | Turmantas                | 397             | 171                  | Comtat d'Utena        | Districte municipal de Zarasai     |
| 203 | Tverai                   | 680             | 103                  | Comtat de Telšiai     | Municipi de Rietavas               |
| 204 | Tverečius                | 272             | 206                  | Comtat d'Utena        | Districte municipal d'Ignalina     |
| 205 | Ubiškė                   | 215             | 229                  | Comtat de Telšiai     | Districte municipal de Telšiai     |
| 206 | Upyna                    | 409             | 165                  | Comtat de Tauragė     | Districte municipal de Šilalė      |
| 207 | Užpaliai                 | 877             | 70                   | Comtat d'Utena        | Districte municipal d'Utena        |
| 208 | Vadaktai                 | 227             | 226                  | Comtat de Šiauliai    | Districte municipal de Radviliškis |
| 209 | Vadokliai                | 651             | 112                  | Comtat de Panevėžys   | Districte municipal de Panevėžys   |
| 210 | Vadžgirys                | 505             | 142                  | Comtat de Tauragė     | Districte municipal de Jurbarkas   |
| 211 | Vainutas                 | 993             | 50                   | Comtat de Klaipėda    | Districte municipal de Šilutė      |
| 212 | Valkininkai              | 238             | 221                  | Comtat d'Alytus       | Districte municipal de Varėna      |
| 213 | Vandžiogala              | 946             | 59                   | Comtat de Kaunas      | Districte municipal de Kaunas      |
| 214 | Vaškai                   | 688             | 100                  | Comtat de Panevėžys   | Districte municipal de Pasvalys    |
| 215 | Veiveriai                | 1.100           | 36                   | Comtat de Kaunas      | Districte municipal de Prienai     |
| 216 | Veiviržėnai              | 964             | 55                   | Comtat de Klaipėda    | Districte municipal de Klaipėda    |
| 217 | Veliuona                 | 883             | 68                   | Comtat de Tauragė     | Districte municipal de Jurbarkas   |
| 218 | Vepriai                  | 663             | 106                  | Comtat de Vílnius     | Districte municipal d'Ukmergė      |
| 219 | Vėžaičiai                | 1.749           | 11                   | Comtat de Klaipėda    | Districte municipal de Klaipėda    |
| 220 | Vidiškiai                | 528             | 133                  | Comtat de Vílnius     | Districte municipal d'Ukmergė      |
| 221 | Viduklė                  | 1.911           | 8                    | Comtat de Kaunas      | Districte municipal de Raseiniai   |
| 222 | Viešintos                | 383             | 175                  | Comtat d'Utena        | Districte municipal d'Anykščiai    |
| 223 | Viešvilė                 | 1.045           | 38                   | Comtat de Tauragė     | Districte municipal de Jurbarkas   |
| 224 | Vilkyškiai               | 883             | 69                   | Comtat de Tauragė     | Municipi de Pagėgiai               |
| 225 | Vištytis                 | 566             | 127                  | Comtat de Marijampolė | Districte municipal de Vilkaviškis |
| 226 | Vyžuonos                 | 581             | 125                  | Comtat d'Utena        | Districte municipal d'Utena        |
| 227 | Ylakiai                  | 1.165           | 33                   | Comtat de Klaipėda    | Districte municipal de Skuodas     |
| 228 | Žaiginys                 | 380             | 177                  | Comtat de Kaunas      | Districte municipal de Raseiniai   |
| 229 | Žalpiai                  | 125             | 239                  | Comtat de Šiauliai    | Districte municipal de Kelmė       |
| 230 | Zapyškis                 | 254             | 209                  | Comtat de Kaunas      | Districte municipal de Kaunas      |
| 231 | Žarėnai                  | 588             | 121                  | Comtat de Telšiai     | Districte municipal de Telšiai     |
| 232 | Žasliai                  | 818             | 77                   | Comtat de Kaunas      | Districte municipal de Kaišiadorys |
| 233 | Žeimelis                 | 1.216           | 31                   | Comtat de Šiauliai    | Districte municipal de Pakruojis   |
| 234 | Žeimiai                  | 962             | 56                   | Comtat de Kaunas      | Districte municipal de Jonava      |
| 235 | Želva                    | 516             | 140                  | Comtat de Vílnius     | Districte municipal d'Ukmergė      |
| 236 | Žemaičių Kalvarija       | 798             | 79                   | Comtat de Telšiai     | Districte municipal de Plungė      |
| 237 | Žemaičių Naumiestis      | 1.716           | 14                   | Comtat de Klaipėda    | Districte municipal de Šilutė      |
| 238 | Žemaitkiemis             | 313             | 190                  | Comtat de Vílnius     | Districte municipal d'Ukmergė      |
| 239 | Žemoji Panemunė          | 106             | 241                  | Comtat de Marijampolė | Districte municipal de Šakiai      |
| 240 | Zibalai                  | 165             | 235                  | Comtat de Vílnius     | Districte municipal de Širvintos   |
| 241 | Židikai                  | 524             | 136                  | Comtat de Telšiai     | Districte municipal de Mažeikiai   |
| 242 | Žvingiai                 | 231             | 223                  | Comtat de Tauragė     | Districte municipal de Šilalė      |
| 243 | Žvirgždaičiai            | 248             | 213                  | Comtat de Marijampolė | Districte municipal de Šakiai      |
| 244 | Žygaičiai                | 643             | 113                  | Comtat de Tauragė     | Districte municipal de Tauragė     |